# Wainka tshotshe
Wainka tshotshe és una espècie de litoptern extint de la família dels notonicòpids que visqué durant el Paleocè. Se n'han trobat restes fòssils a l'Argentina.